# Tygrys z Champawat

Tygrys z Champawat

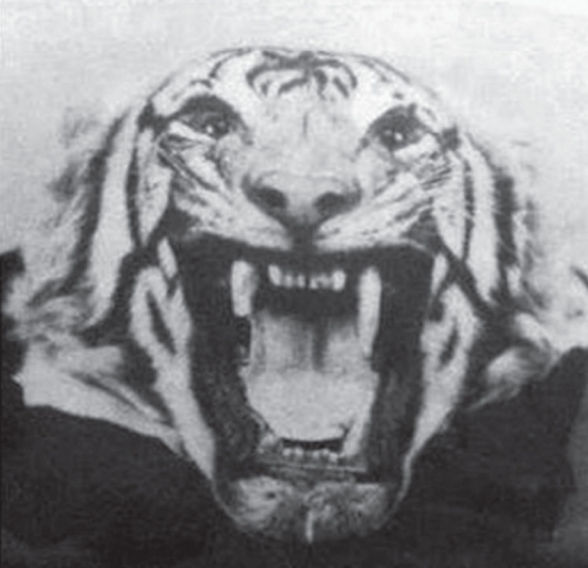
Tygrys z Champawat

Tygrys z Champawat – najsłynniejszy z tygrysów bengalskich zabijających ludzi na przełomie XIX/XX wieku w dystrykcie Champawat, w stanie Uttarakhand, w Indiach. Udokumentowano 434 śmiertelne ofiary zwierzęcia.
Tygrys został zastrzelony przez słynnego myśliwego wielkich kotów, Jima Corbetta w 1907. Był to pierwszy tygrys ludojad w karierze Corbetta. Badanie pośmiertne zwierzęcia wykazało, iż miało ono całkowicie zniszczone dwa kły, co mogło uniemożliwiać mu polowanie na jego naturalne ofiary. Pomiędzy 1907 i 1938 słynny myśliwy zastrzelił 19 tygrysów i 14 panter ludojadów. Nigdy nie brał za to pieniędzy.

## Piśmiennictwo
- Jim Corbett: Ludojady z Kumaonu. Przemyśl: Roman Sikora, 2000. ISBN 83-912282-0-7. Brak numerów stron w książce
- Jim Corbett: Lampart-ludojad z Rudraprayag. Przemyśl: Roman Sikora, 2001. ISBN 83-912282-1-5. Brak numerów stron w książce
- Jim Corbett: Tygrys z okolic świątyni oraz inne opowieści o ludojadach z Kumaonu. Atra World, 2016. ISBN 978-83-65443-07-6. Brak numerów stron w książce